# Бурундийско-китайские отношения
Бурундийско-китайские отношения — двусторонние дипломатические отношения между Бурунди и Китаем.

## История
Дипломатические отношения между Бурунди и Китаем установились 21 декаюря 1963 года между председателем Китая Мао Цзэдуна и королём Бурунди Мвамбутсы IV. В 1965 году Мвамбутса разорвал дипломатические отношения с Китаем, но 31 декабря 1971 года первый президент Бурунди Мишель Мичомберо вновь восстановил отношения. С тех пор Китай оказывал помощь в развитии Бурунди, в том числе Китай помог Бурунди в строительстве текстильной фабрики в Бужумбуре.
В настоящее время в посольстве Китая в Бурунди работает Фэн Чжицзюнь.

## Двусторонние экономические отношения
По состоянию на 2002 год Китай экспортировал в Бурунди товаров на сумму 2,718 млн. долларов США, а Бурунди поставила Китаю товаров на сумму 491 000 долларов США.
в 2000 году Пекин выделил Бурунди официальную помощь в целях развития страны на сумму более 164 млн. долларов США. Эта сумма включает в себя средства на строительство президентского дворца, 9 миллионов долларов на строительство больницы в провинции Бубанза и три соглашения об аннулировании задолженности.